# Calassomys apicalis
Calassomys apicalis is een  zoogdier uit de familie van de Cricetidae. De wetenschappelijke naam van de soort werd in 2014 gepubliceerd door Pardiñas et al.

## Voorkomen
De soort komt voor in het oosten van Brazilië, specifiek het Espinhaço-gebergte. 
Andalgalomys · Auliscomys · Calassomys · Calomys · Eligmodontia · Galenomys · Graomys · Loxodontomys · Phyllotis · Salinomys · Tapecomys